# Endoparasiet

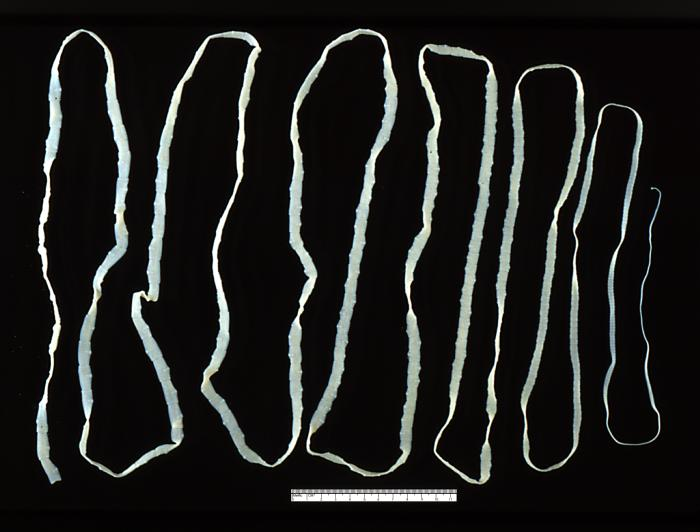
De runderlintworm is een endoparasiet

Een endoparasiet is een parasiet die in een gastheer- of waardorganisme leeft. Endoparasieten kunnen intracellulair of extracellulair aanwezig zijn.
Endoparasieten leven in de darm, het epitheel, het bloed en andere organen. Soms wordt er tijdens de levenscyclus gewisseld van een tussengastheer naar een volgende gastheer.
De malariaparasieten (Plasmodium spp.) komen voor in bloedcellen en zijn dus intracellulaire parasieten. Giardia spp. leeft buiten de cel en is dus een extracellulaire parasiet. De lintworm leeft in de darm als extracellulaire parasiet. Ook waaiervleugeligen zijn endoparasieten.
Een bijzondere endoparasiet is een pissebed Cymothoa exigua, die in een vis kruipt, de tong van de vis doet afsterven en dit orgaan functioneel vervangt.